# إسحاق جودفري جيفري نابوانا
إسحاق جودفري جيفري نابوانا هو منتج أفلام أوغندي  ومؤسس واكاليوود ولد في 6 نوفمبر 1973.